# 上野拓馬
上野 拓馬（うえの たくま、1998年1月13日 - ）は、三重県出身のボートレーサー。登録第5130号。126期。三重支部所属。同じ三重支部の松本庸平（4358）に師事した。

## 来歴
- 2020年3月20日選手登録。
- 2020年5月29日からボートレース津で開催された 一般戦「レディオキューブＦＭ三重カップ」初日第2Rでデビュー[1]。（5着）
- 2021年4月12日からボートレース三国で開催された 一般戦「越前海鮮倶楽部杯」4日目（最終日）第1Rで4号艇4コースからまくりを決めて勝利[2]。デビュー初勝利を飾る。

## 戦績
- 出走回数：374回
- 1着回数：10回
- 優出回数：0回
- フライング(F)回数：1回
- 出遅れ(L)回数：0回
- 通算勝率：2.31
- 2連対率：7.75
- 3連対率：12.57
- 生涯獲得賞金：15,098,798円